# Dzibanche

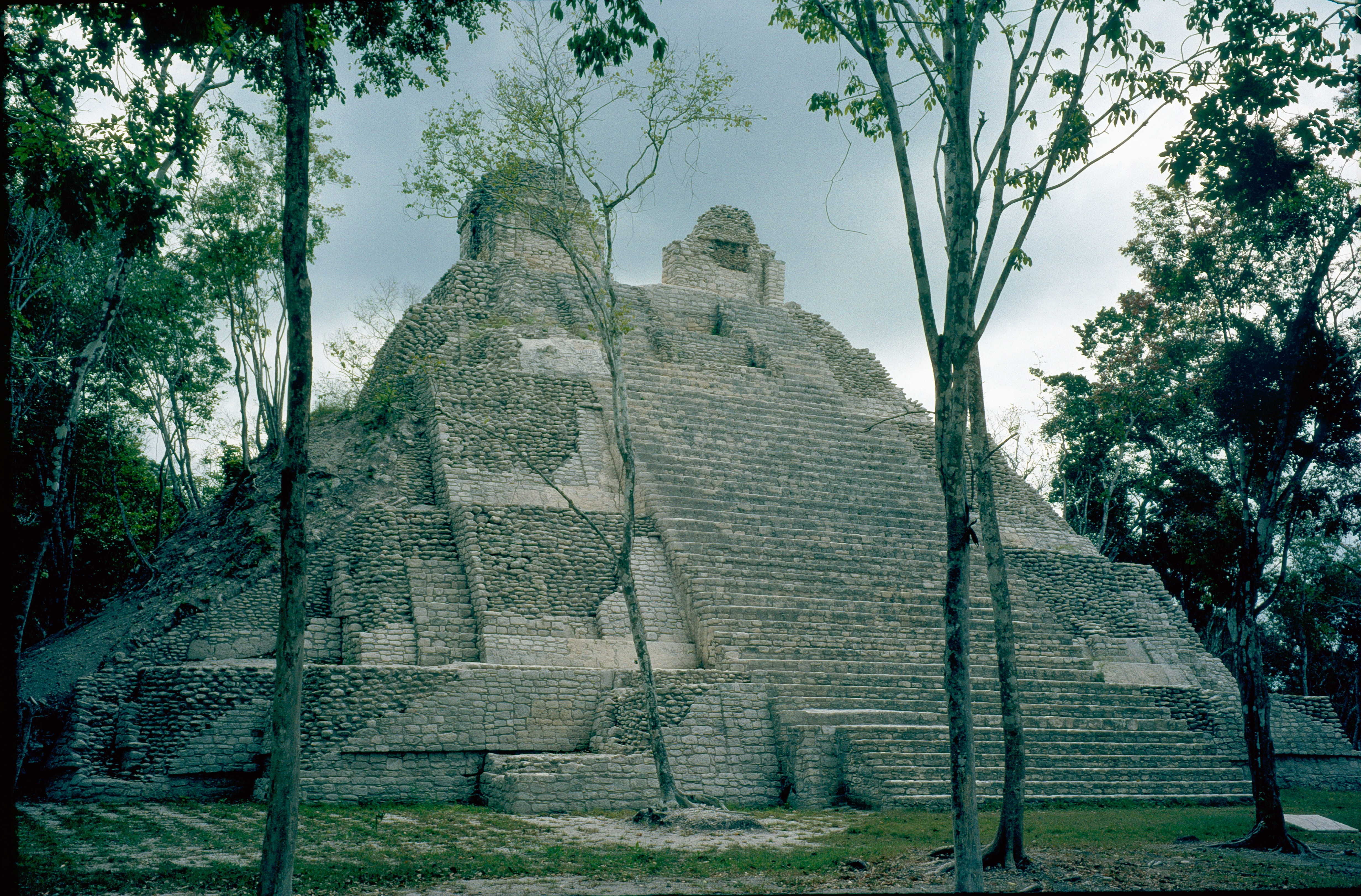
Ruiny Świątyni Sowy

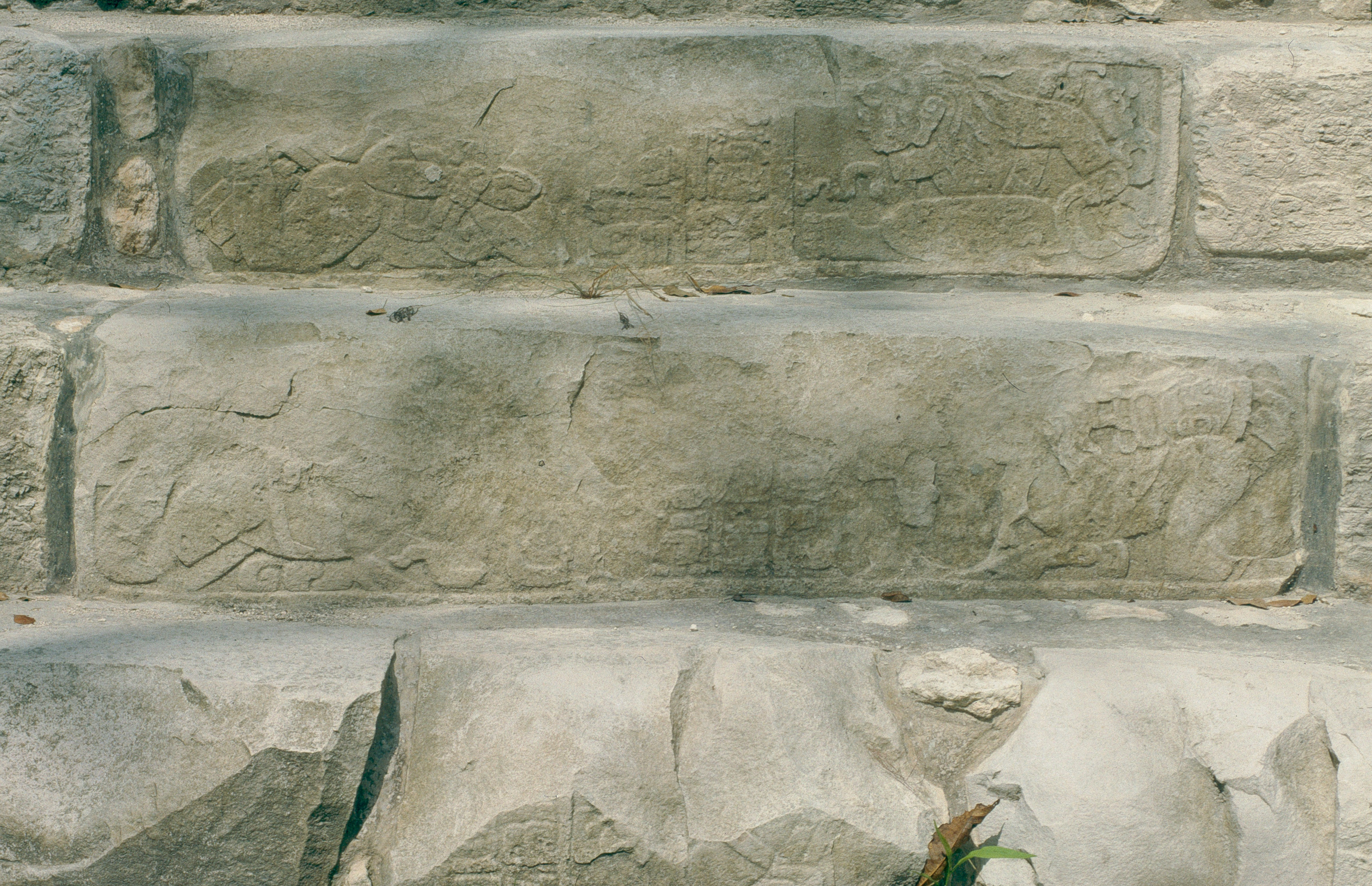
Schody Hieroglificzne Dzibanche przedstawiają jeńców pojmanych przez Yuknoom Ch’eena I, k’uhul Kaan ajaw - boskiego władcy Węża.

Dzibanche – miasto Majów z okresu prekolumbijskiego na Półwyspie Jukatan, w jego wschodniej części. Znajduje się w stanie Quintana Roo w Meksyku. 
Dzibanche było ośrodkiem władzy państwa Kaan (nazywanego też „Królestwem Węża”), które później przeniosło siedzibę bardziej na południe do Calakmul. Odwołania do władców Kaan, którzy pieczętowali się glifem Węża w Calakmul pojawiają się na Nizinach Majów dopiero po 631 roku.